# In love met die paper
In love met die paper is een lied van de Nederlandse producer Glades en de Marokkaans-Nederlandse rappers Ismo en Lijpe. Het werd in 2021 als single uitgebracht.

## Achtergrond
In love met die paper is geschreven door Ismail Houllich, Abdel Achahbar en Aniss Bourajjaj en geproduceerd door Glades. Het is een nummer dat past in de genres nederhop en trap. In het lied rappen de artiesten over hun liefde voor geld.
Het is de eerste keer dat de drie artiesten met elkaar samenwerken. Wel werd er onderling samengewerkt. Glades en Ismo deden dit eerder op Whoop whoop en Zme3 en Glades en Lijpe op Een beetje, Paranoia, Hongersnood, Pauze en Nu heb ik paper. Ze herhaalden de samenwerking op Chance pakken. De samenwerkingen van Ismo en Lijpe waren op het album Tijdloos en de hits Puur, Wie praat die gaat, Met zjnoen opstaan, Geldverslaafd, Goud, Niet verwacht, Kleine jongen, Zeg me, Aan de kant, Hmed rabi en Tot de dood. Ze herhaalden de samenwerking op Zolang ik er ben.

## Hitnoteringen
De artiesten hadden bescheiden succes met het lied in Nederland. Het stond op de 87e plaats van de Single Top 100 in de enige week dat het in deze hitlijst te vinden was. De Top 40 en haar Tipparade werden niet bereikt.